# Барон Браоз
Барон Браоз (англ. Baron Braose) — старинный дворянский титул, созданный дважды в системе Пэрства Англии (в 1290 и 1342 годах).

## История
Впервые титул был создан для Уильяма де Браоза (1220—1291), который в апреле и мае 1290 года был вызван в парламент как лорд Браоз. Ему наследовал его старший сын от первого брака, Уильям де Браоз, 2-й барон Браоз (1261—1326), который 29 декабря 1299 года был вызван в парламент как лорд Браоз. После его смерти в 1326 году баронский титул прервался.
Вторично титул был создан для Томаса де Браоза (1302—1361), который был 25 февраля 1342 года вызван в парламент в качестве лорда Браоза. После смерти 5-й баронессы Браоз в 1399 году баронский титул также прервался.

## Бароны Браоз (1290)
- Уильям де Браоз, 1-й барон Браоз (1220 — 6 января 1291), старший сын Джона де Браоза, 7-го барона Брамбера (1198—1232)
- Уильям де Браоз, 2-й барон Браоз (1261—1326), старший сын предыдущего.

## Бароны Браоз (1342)
- Томас де Браоз, 1-й барон Браоз (8 сентября 1302 — 9/16 июня 1361), сын сэра Питера Браоза (ок. 1272—1311/1312), внук Уильяма де Браоза, 1-го барона Браоза
- Джон де Браоз, 2-й барон Браоз (ок. 1339 — 3 февраля 1367), старший сын предыдущего
- Томас де Браоз, 3-й барон Браоз (ок. 1352 — 2 сентября 1395), младший брат предыдущего
- Томас де Браоз, 4-й барон Браоз (26 августа 1395 — 7 октября 1395), единственный сын предыдущего
- Элизабет де Сэй, 5-я баронесса Браоз (24 февраля 1365/1366 — 8 июля 1399), дочь Уильяма де Сэя, 3-го лорда Сэя (1340—1375), и Беатрис де Браоз, дочери Томаса де Браоза, 1-го барона Браоза.